# فاينل فانتسي كريستال كرونيكلز
فاينل فانتازي كريستال كرونيكلز (باليابانية: ファイナルファンタジー クリスタルクロニクル، فاينارو فانتاجي، كوريستارو كورونيكورو) هي لعبة أكشن تقمص الأدوار لنظام نينتندو جيم كيوب. تم نشرها من قبل نينتندو وتطويرها من قبل غيم ديزاينر ستوديو عام 2003، وهي شركة فرعية لقسم تطوير المنتجات الثانية في شركة سكوير إنكس. وهي لعبة مشتقة من سلسلة فاينل فانتازي، وتفرعت منها سلسلة بنفس الاسم. أطلقت في اليابان يوم 8 أغسطس 2003. في أمريكا الشمالية في 9 فبراير 2004، وفي أوروبا واستراليا يوم 12 مارس 2004.
أدرجت العديد من أساليب اللعب الجديدة في هذه اللعبة، مثل خاصية القتال في الوقت الحقيقي والتوافق مع جيم كيوب وجيم بوي أدفانس؛ وكانت أول لعبة فيديو الأدوار يتم إدخالها على الأخير. وتم تلحين الموسيقى من كومي تانيوكا. تلقت اللعبة مراجعات إيجابية، وأغلبها وصف الرسومات بأنها جميلة وتصميم اللعب الجماعي بأنه مبتكر. تم إطلاق خمسة ألعاب أخرى تابعة لها (زمنيا: تتمتان، لعبة تسبيقية، واثنين أخرتين).